# غاده مطیری
غاده مطیری (عربی: غادة المطيري؛ زادهٔ ۱ نوامبر ۱۹۷۶) محقق، مخترع من سعودي عربستان و یک کارآفرین است. او استاد شیمی شیمی دارویی است. کار او بر روی فناوری نانو، فناوری نانو، شیمی و علوم پلیمری تمرکز دارد.